# 3205 Боксенберґ
3205 Боксенберґ (3205 Boksenberg) — астероїд головного поясу, відкритий 25 червня 1979 року.
Тіссеранів параметр щодо Юпітера — 3,315.